# España en el Festival de la Canción de Eurovisión 1963
España participó en el Festival de la Canción de Eurovisión 1963. El país fue representado por José Guardiola con la canción «Algo prodigioso». 

## Selección
Se cree que TVE quería usar el Festival de la Canción Mediterránea como final nacional, o que la intención de TVE era elegir internamente a uno de los que habían ganado un premio en uno de los muchos festivales que por entonces se celebraban por la geografía española. José Guardiola había ganado el Festival de la Canción Mediterránea 1962 con la canción «Nubes de colores», pero el resultado se anuló el día siguiente al festival tras descubrirse un error en el proceso de votación. Se vendieron las papeletas a la audiencia; sin embargo, al final del festival, había más papeletas de las que se habían vendido. José Guardiola fue elegido para representar a España pero con otra canción, «Algo prodigioso».

## En Eurovisión
José Guardiola fue duodécimo en actuar, siguiendo a Francia y precediendo a Suecia. Recibió dos puntos de Yugoslavia quedando duodécimo de dieciséis.